# Henschel DEL 110
Die Henschel DEL 110 ist eine zweiachsige dieselelektrische Lokomotivbaureihe der deutschen Lokomotivfabrik Henschel, die von 1935 bis 1941 in zwanzig Exemplaren gebaut wurde. Die Lokomotive wurde vorrangig für die Normalspur gebaut, unter den heute bekannten Exemplaren befindet sich auch eine Lokomotive für 900 mm und eine für die Meterspur.

## Geschichte
Henschel begann Mitte der 1930er Jahre dieselelektrische Lokomotiven zu entwickeln. Die kleinste Lok war die DEL 80, von der 15 Stück gebaut wurden. Stärkere Ausführungen waren die ebenfalls zweiachsigen DEL 110, welche mit einer Stückzahl von 20 am häufigsten gebaut wurde, und DEL 150, von der vier Stück die Werkshallen verließen, sowie die dreiachsige DEL 220, von der lediglich eine gebaut wurde.
Wie für die damalige Zeit nicht unüblich, geben die Zahlen in der Typenbezeichnung die installierte Leistung in PS an.
Die Lokomotiven vom Typ DEL 110 (DieselElektrische Lokomotive mit 110 PS) wurden überwiegend an verschiedene Werkbahnen geliefert. Die erste eindeutig zu identifizierende Lokomotive mit der Fabriknummer 22887 wurde 1935 für die DEA für das damalige SchwelwerkII in Regis gebaut. Die Lok war dort für den Transport der Rohkohlezüge auf nichtelektrifizierten Gleisen beschafft worden und beförderte in der Regel 4 Kohlewagen nach dem damaligen Standard mit einem Gesamtgewicht von ca. 120 t. Das weitere Schicksal dieser Maschine ist nicht bekannt.
Die Maschine mit der Fabriknummer 23890 wurde jedoch im November 1938 an das Militär ausgeliefert und gelangte auf diesem Wege nach Ende des Kriegs zur Deutschen Reichsbahn und dann zur Deutschen Bundesbahn, wo sie als Köe 6042 geführt wurde.

## Technisches
Um einen stufenlosen Zugkraft-Verlauf zu erhalten, war der dieselelektrische Antrieb eine ideale Variante für die Beförderung schwerer Lasten. Der ca. 81 kW (110 PS) starke Dieselmotor treibt einen Generator an, welcher eine Spannung bis 173 V für den Elektromotor liefert, der im Rahmen vor den Antriebsrädern in der Längsrichtung gelagert ist. Die Übertragung der Antriebskraft des Elektromotors zu den Achsen erfolgt über Kardanwelle zu der zwischen den Antriebsrädern gelegenen Zwischenwelle, von der beide Antriebsräder über eine Kette angetrieben werden. Gegenüber dem herkömmlichen Tatzlagerantrieb ergeben sich somit keine Zugkraftentlastungen.

## Erhaltene Lokomotiven
Fünf Fahrzeuge wurden nachweislich verschrottet, bei elf Maschinen ist der Verbleib unbekannt.

Definitiv erhalten sind:
| Fabriknummer | Bezeichnung                         | Baujahr | Wird erhalten durch:                            |
| ------------ | ----------------------------------- | ------- | ----------------------------------------------- |
| 23889        | DEL 110 (beschriftet als Werklok 1) | 1938    | Museumseisenbahn Hamm                           |
| 23890        | Köe 6042                            | 1938    | Oldtimer Museum Rügen                           |
| 24424        | EVS 2                               | 1939    | Interessengemeinschaft 3-Seenbahn e.V. Seebrugg |
| 24928        | 2                                   | 1941    | Hessencourrier                                  |